# 가교 (가마)
가교(駕轎)는 조선시대 왕과 왕세자의 능행(陵行) 및 열무(閱武) 참관 등 장거리 행차 때에 사용하던 가마이다.

## 내용
들채를 앞뒤 두마리 말의 멍에에 매달아 운행하였다. 왕이 탄 가교를 어가(御駕) 혹은 대가(大駕)라 하였고, 행렬의 앞에 예비로 운행하는 빈 가교를 공가교(空駕轎)라 하였다.
가교의 명칭은 주로 조선 후기의 문헌에 나타나고 능행도(陵行圖) 등에서 잘 묘사되고 있으나 그 기원은 고려시대의 상로(象輅 : 상아로 만든 왕이 타던 수레)·초요(軺𨍳) 등에서 비롯된 것으로 보이며, 조선시대 왕들의 보편적 교통수단이었던 연(輦)을 간편하게 개량한 것이었다.
그 형태는 연과 마찬가지로 두개의 긴 들채［杠］ 위에 옥교(屋轎)를 얹은 것인데, 왕의 것은 붉은색 바탕에 황금색 장식을 주로 하였고, 왕세자의 것은 들채와 창틀을 검정색으로 하였다.
옥개(屋蓋)는 모두 아청색(鴉靑色)이었고, 앞뒤에는 용두(龍頭)를 부착하고, 또 옥개의 정상에는 주석으로 연화모양의 장식을 첨가하였다.
운행시에는 황색의 복장을 한 하례(下隷)들이 들채를 잡고 평형을 유지하게 하였는데, 어가는 전후좌우에 2인씩 8인이었고, 왕세자의 가교는 1인씩 4인이었다. 또, 이들을 지휘하여 안전하게 운행하도록 인도하는 사람을 가교봉도(駕轎奉導)라고 하였다.
왕비나 모후(母后)의 원거리 행차 때에도 가교가 사용된 예가 있는데, 1795년(정조 19)혜경궁 홍씨(惠慶宮洪氏)의 수원 현륭원(顯隆園 : 思悼世子의 묘) 행차 때는 왕의 감독하에 특별히 제작되기도 하였다.
왕실의 외척인 경우에도 가교를 탔으며, 군사가 적게는 수백명에서 많게는 수천명까지 대동되었다.

## 같이 보기
- 국가원수 의전차
- 국회의장 의전차
- 대법원장 의전차
- 국무총리 의전차

## 참고 문헌
- 『국조오례의서례(國朝五禮儀序例)』
- 『증보문헌비고(增補文獻備考)』
- 『능행도(陵行圖)』